# Oude Kerk (Lunteren)

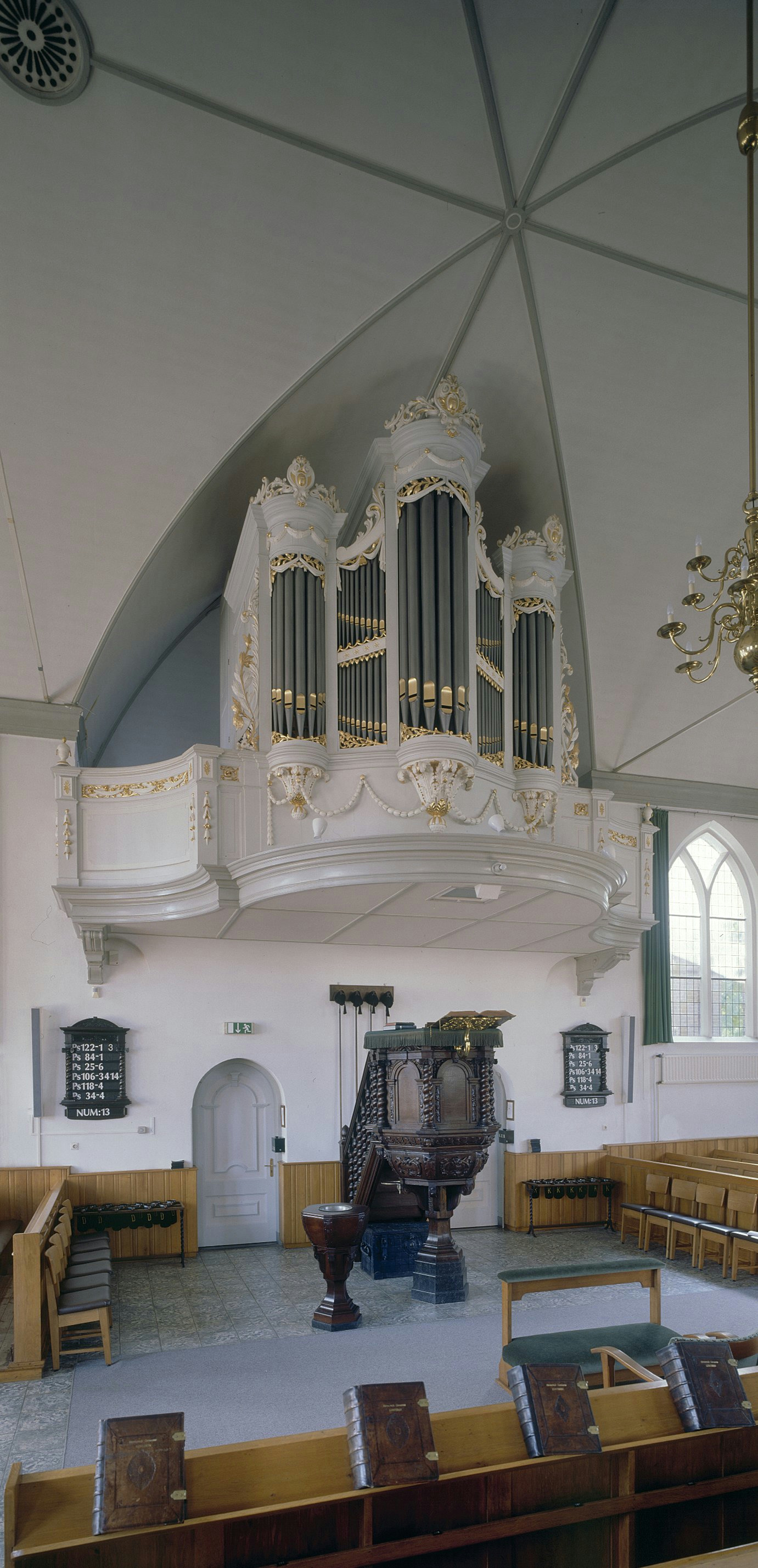
Interieur

De Oude Kerk is een Hervormde kerk in het Gelderse dorp Lunteren.
De Oude Kerk is oorspronkelijk als rooms-katholieke Sint Antonius Abt kerk gesticht. De gotische toren is gebouwd in de 15e eeuw. Ook is er een 17e-eeuwse preekstoel aanwezig in de kerk. In 1858 is de kerk ingrijpend vernieuwd. In 2010 is het interieur van de kerk grondig gerenoveerd. Hierbij is onder andere de opstelling van de zitplaatsen gewijzigd.

## Orgel
In de kerk is een in 1981 door de firma Gebr. Reil uit Heerde gebouwd orgel aanwezig. Bij de bouw van het orgel is gebruikgemaakt van de barokke orgelkast uit 1901.
Hier volgt de dispositie:
| Hoofdwerk C-f’’’ |     |
| Quintadeen       | 16' |
| Prestant         | 8'  |
| Roerfluit        | 8'  |
| Octaaf           | 4'  |
| Gedekt Fluit     | 4'  |
| Quint            | 3'  |
| Octaaf           | 2'  |
| Mixtuur          |     |
| Sexquialter      |     |
| Trompet          | 8'  |

| Dwarswerk C-f’ |                           |
| Holpijp        | 8'                        |
| Open Fluit     | 4'                        |
| Quintfluit     | 3'                        |
| Woudfluit      | 2'                        |
| Tertsfluit     | 1 3/5'                    |
| Dulciaan       | 8' (tot 2021 Kromhoorn 8’ |

| Pedaal C-d’ |     |
| Subbas      | 16' |
| Octaaf      | 8'  |
| Octaaf      | 4'  |
| Fagot       | 16' |
| Trompet     | 8'  |

| Koppelingen |
| 3 koppels   |
| Tremulant   |